# Boykins
Boykins es una localidad del Condado de Southampton, Virginia, Estados Unidos. Según el censo de 2000 tenía una población de 620 habitantes y una densidad de población de 352.0 hab/km².

## Demografía
Según el censo de 2000, había 620 personas, 255 hogares y 180 familias residiendo en la localidad. La densidad de población era de 352,0 hab./km². Había 287 viviendas con una densidad media de 163,0 viviendas/km². El 61,61% de los habitantes eran blancos, el 37,42% afroamericanos, el 0,32% de otras razas y el 0,65% pertenecía a dos o más razas. El 1,13% de la población eran hispanos o latinos de cualquier raza.
Según el censo, de los 255 hogares en el 23,5% había menores de 18 años, el 54,9% pertenecía a parejas casadas, el 12,9% tenía a una mujer como cabeza de familia y el 29,4% no eran familias. El 27,8% de los hogares estaba compuesto por un único individuo y el 18,0% pertenecía a alguien mayor de 65 años viviendo solo. El tamaño promedio de los hogares era de 2,43 personas y el de las familias de 2,96.
La población estaba distribuida en un 22,4% de habitantes menores de 18 años, un 5,6% entre 18 y 24 años, un 24,4% de 25 a 44, un 25,3% de 45 a 64 y un 22,3% de 65 años o mayores. La media de edad era 43 años. Por cada 100 mujeres había 89,0 hombres. Por cada 100 mujeres de 18 años o más, había 78,1 hombres.
Los ingresos medios por hogar en la localidad eran de 31.406 dólares ($) y los ingresos medios por familia eran 40.000 $. Los hombres tenían unos ingresos medios de 29.821 $ frente a los 20.625 $ para las mujeres. La renta per cápita para la ciudad era de 16.148 $. El 15,2% de la población y el 8,4% de las familias estaban por debajo del umbral de pobreza. El 21,3% de los menores de 18 años y el 10,1% de los habitantes de 65 años o más vivían por debajo del umbral de pobreza.

## Geografía
Según la Oficina del Censo de los Estados Unidos, la localidad tiene un área total de 1,8 km², todos ellos correspondientes a tierra firme.